# Ґжеґож Схетина
Ґже́ґож Ю́ліуш Схети́на (пол. Grzegorz Juliusz Schetyna, нар. 18 лютого 1963, Ополе, ПНР) — польський політик та підприємець. Віце-прем'єр та міністр внутрішніх справ Польщі (2007—2009), голова парламентської фракції правлячої Громадянської Платформи (2009—2010), Маршалок Сейму (2010—2011). У 2010 році після загибелі Леха Качинського тимчасово виконував обов'язки Президента Польщі. З 22 вересня 2014 — міністр закордонних справ Польщі в кабінеті Еви Копач. Депутат Сейму РП III—VII скликання.
Голова партії Громадянська платформа з 26 січня 2016 року.

## Біографія
У 1990 році закінчив філософсько-історичний факультет Вроцлавського університету, де він був протягом декількох років головою Незалежної асоціації студентів.
У 1991—1992 роках був заступником Вроцлавського воєводи. Схетина є одним із засновників (спільно з Рафалом Дуткевичем) радіостанції «Радіо Еска» в Нижньої Сілезії і власником баскетбольного клубу «Шльонск».
У 1997—2007 роках обирався до Сейму Польщі III, IV і V скликань спочатку від Вроцлавського округу, а з 2005 від Легниці. На парламентських виборах у 2007 році був обраний депутатом до сейму VI скликання, отримавши 54 345 голосів.
Він був членом Ліберально-демократичної конгресу і Унії Свободи. З 2001 року входить до «Громадянської платформи» і є генеральним секретарем партії, а з 2006 року головою Нижньосілезького відділення партії.
З 16 листопада 2007 по 14 жовтня 2009 року займав одночасно посади міністра внутрішніх справ і адміністрації та віце-прем'єра в уряді Дональда Туска. Через два дні після відставки він був обраний головою парламентської фракції «Громадянської платформи».
5 липня 2010 року був висунутий кандидатом від «Громадянської платформи» на посаду маршала Сейму замість Броніслава Коморовського, який був обраний президентом Республіки. 8 липня, 277 голосами проти 121 при 16 утрималися, обраний спікером нижньої палати парламенту. Одночасно він став виконувачем обов'язків Президента Республіки Польща.
Опозиційні політики оцінюють Схетина як помітну фігуру. Збігнєв Зьобро вважав Схетина «сірим кардиналом» кабінету Туска. Діяч «Права і справедливості» Беата Кемпа іронічно зазначила: «Це один з небагатьох панів в „Громадянській платформі“, хто вітається в коридорі і не тримає руки в кишенях, коли розмовляє з жінками».